# Hauteville-Lompnes
Hauteville-Lompnes era una comuna francesa que estaba situada en el departamento de Ain, de la región de Auvernia-Ródano-Alpes, que el 1 de enero de 2019 pasó a formar parte de la comuna nueva de Plateau d'Hauteville como comuna delegada.

## Geografía
Está ubicada en una alta meseta del este del departamento, en el Bugey, a 25 km al norte de Belley.

## Historia
Fue creada en 1942 con la unión de las comunas de Hauteville y Lompnes.
En 1964 absorbe las comunas de Lacoux y Longecombe.

## Demografía
| Gráfica de evolución demográfica de Hauteville-Lompnes entre 1936 y 2020 |
|                                                                          |

Los datos demográficos contemplados en este gráfico de la comuna de Hauteville-Lompnes se han cogido de 1936 a 1999 de la página francesa EHESS/Cassini, y los demás datos de la página del INSEE.

## Economía
Las principales actividades económicas son: 
- Actividades sanitarias: centro hospitalario interregional especializado en la reeducación y readaptación funcional.
- Canteras de piedra (extracción de la piedra de Hauteville-Lompnes).
- Explotación forestal: unas 220 ha de bosques.

## Lugares y monumentos
- Capilla de Mazières
- Capilla de Saint Pierre
- Cascada de Charabotte
- Trou de la Marmite
- Marisma de Vaux
- Mirador de Curnillon